# Denis Dumont
Denis Bruno Dumont (Lorgies, 19 luglio 1958) è un imprenditore e dirigente d'azienda francese.
Imprenditore francese di Lione, è il fondatore di Grand Frais, una catena di supermercati francese fondata a Givors il 1º maggio 1992 e specializzata in prodotti freschi e generi alimentari mondiali. Possiede inoltre oltre il 6% della banca italiana Credito Valtellinese. È anche azionista della banca Monte dei Paschi di Siena. 
Nel 2022, il suo patrimonio è stimato a 2 miliardi di euro dalla rivista svizzera Bilan.

## Biografia

### Carriera
Dopo la morte del padre, grossista di frutta e verdura, Denis Dumont ha aperto il suo primo negozio nel 1992. Per la carne, si rivolse ai macellai di Saint-Etienne Despinasse. Qualche anno dopo, per i generi alimentari, unì le forze con i fratelli Bahadourian, specialisti in drogheria a Lione.
Negli anni Novanta e nei primi anni Duemila, Denis Dumont ha spesso utilizzato lo stesso metodo per aprire i suoi primi negozi Grand Frais, che consisteva nel prestare denaro a fruttivendoli o piccoli commercianti in difficoltà, per poi prendere il controllo delle loro attività e convertirle al suo marchio.
Secondo una rivista specializzata nella distribuzione alimentare francese, il fatturato di Grand Frais nel 2016 è stato stimato in 1,6 miliardi di euro.
Nel 2017 ha coinvolto il fondo di investimento francese Ardian, facendo diventare Dumont un azionista di minoranza di Grand Frais.
Nello stesso anno ha acquistato il gruppo Alp'Azur, un gruppo di una quindicina di hotel di fascia alta a Courchevel, Méribel e Saint-Tropez.
Nel 2018 è diventato azionista della banca italiana Credito Valtellinese, di cui ha acquistato il 5,12% delle azioni. Al 12 aprile 2021, deteneva il 6,15% del capitale.
A marzo 2020, Grand Frais contava 227 supermercati in Francia, 15 negozi di alimentari Fresh (una sorta di mini Grand Frais), due negozi in Italia, uno in Belgio e uno in Lussemburgo, aperto nel 2020. Secondo i suoi dirigenti, il gruppo ha raddoppiato le sue dimensioni tra il 2015 e il 2020 e intende accelerare il suo sviluppo all'estero, in particolare in Italia con il nome di Banco Fresco.
Nel novembre 2022, ha partecipato all'aumento di capitale della banca italiana Monte dei Paschi di Siena iniettando 30 milioni di euro insieme alla compagnia assicurativa francese Axa.

### Interessi e vita privata
Nell'ottobre 2011 ha deciso di lasciare la Francia e di trasferirsi in Svizzera, nel comune di Pregny-Chambésy, sulle rive del Lago Lemano, dove ha acquistato una proprietà per 32 milioni di franchi svizzeri (circa 26 milioni di euro al tasso di conversione dell'epoca).
È padre di due figli e amante dell'arte contemporanea e dello sci alpino.

## Patrimonio
Sono due le fonti che stimano il patrimonio di Denis Dumont, la prima stima è della rivista svizzera Bilan, la seconda della rivista francese Challenges.
Bilan stima il suo patrimonio in 2 miliardi di euro per l'anno 2022 e lo classifica come la 14º personalità francese più ricca della Svizzera.
La tabella seguente mostra la recente evoluzione del patrimonio di Denis Dumont e della sua famiglia secondo la rivista Challenges:
| Anno | Importo (in milioni di euro) |
| ---- | ---------------------------- |
| 2008 | 180                          |
| 2009 | 100                          |
| 2010 | 130                          |
| 2011 | 200                          |
| 2012 | 150                          |
| 2013 | 200                          |
| 2014 | 200                          |
| 2016 | 400                          |
| 2017 | 400                          |
| 2018 | 400                          |
| 2019 | 420                          |
| 2020 | 400                          |
| 2021 | 700                          |
| 2022 | 700                          |